# Ellingstedt
Ellingstedt és un municipi situat al districte d'Slesvig-Flensburg, a l'estat federat de Slesvig-Holstein (Alemanya), amb una població d'uns 780 habitants el 2016.
Està situat al nord de l'estat, a poca distància al nord-oest del fiord Schlei i al sud de la frontera amb Dinamarca.